# Cinóberszínű pókhálósgomba
A cinóberszínű pókhálósgomba (Cortinarius cinnabarinus) a pókhálósgombafélék családjába tartozó, Európa és Észak-Amerika erdeiben honos, nem ehető gombafaj.

## Megjelenése
A cinóberszínű pókhálósgomba kalapja 2-7 cm átmérőjű; alakja fiatalon, később kiterül, domború lesz, de középen tompán púpos marad. Felszíne sima, legfeljebb a széle felé szálas. Színe nedvesen vérvörös, szárazon fénylő cinóbervörös, narancsvörös. Húsa vékony, vizenyős, fakó cinóber- vagy narancsvörös színű, a tönkben vörösbarna árnyalattal. Íze nem jellemző, gyenge szaga retekre (mások szerint körömlakkra vagy burgonyacsírára) emlékeztet.
Közepesen sűrűn álló lemezei a tönkhöz foggal illeszkednek. Színűk fiatalon a kalappal egyszínű, idősebb korban élénk rozsdabarna, cinóbervörös árnyalattal.
Spórapora rozsdabarna. Spórái oválisak vagy mandula alakúak, felületük erősen érdes, méretük 7,5–9,5 × 4,2–5,5 µm.
Tönkje 4–8 cm magas és 0,4–1 cm vastag. Az alján kissé vastagabb, színe megegyezik a kalapéval, felül hamar lekopó gallérörve van cinóbervörös szálakból, lejjebb sötétvörös hosszanti szálak díszítik. Töve világosabb vörös lehet.

### Hasonló fajok
A mérgező vérvörös pókhálósgombával vagy a nem ehető vöröslemezű pókhálósgombával lehet összetéveszteni.

## Elterjedése és termőhelye
Európában és Észak-Amerikában honos. Magyarországon ritka, csak az Alpokalján, illetve az Északi-középhegységben magasabb régióiban található meg. 
Kissé savanyú talajú lombos-, ritkábban fenyővel elegyes erdőben él, ahol főleg bükkök, esetleg gyertyánok, tölgyek gyökereihez kapcsolódik. Augusztustól novemberig terem.
Nem ehető.   

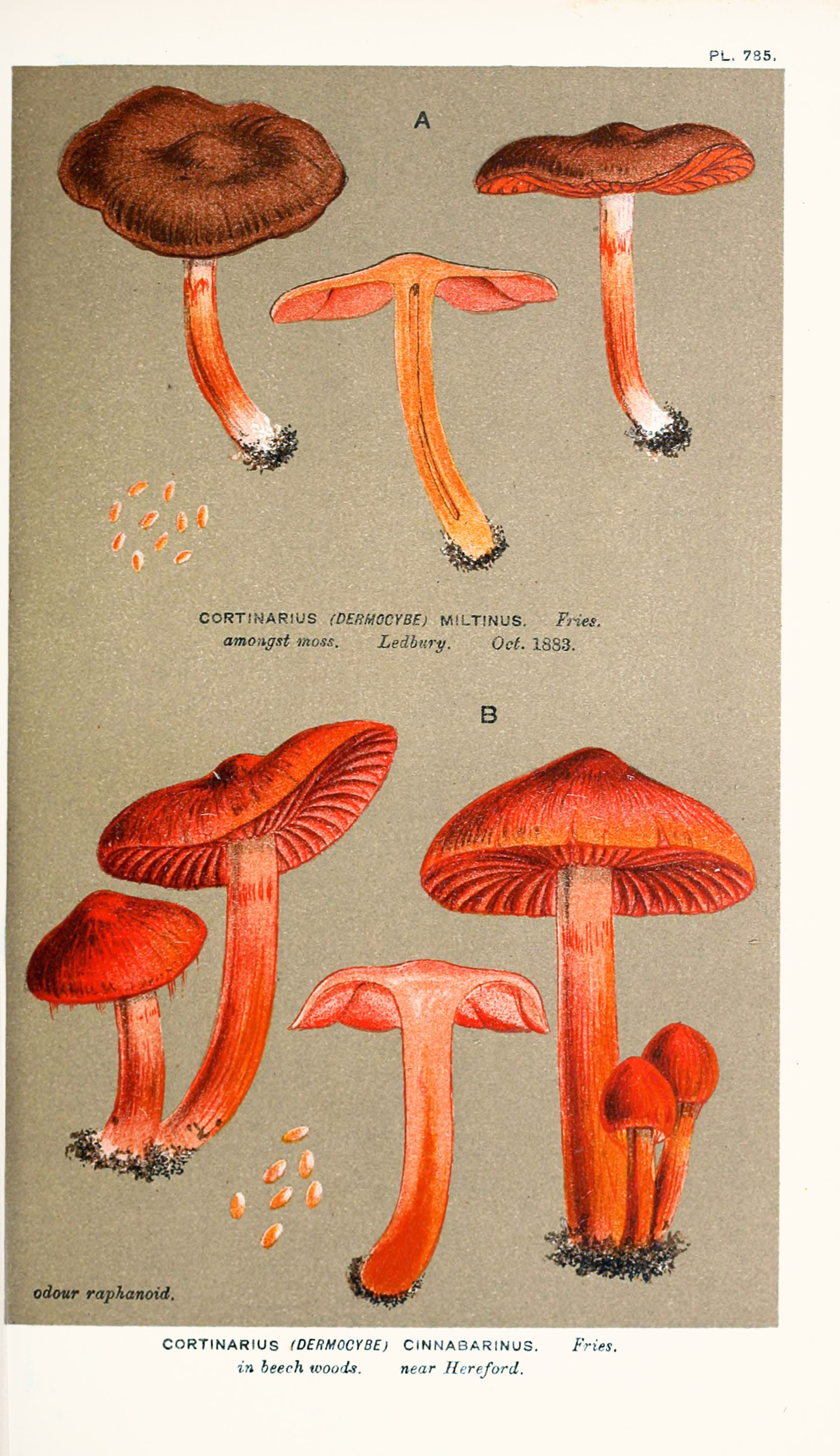
Cinóberszínű pókhálósgomba (B) egy 1888-as angol gombakönyvben
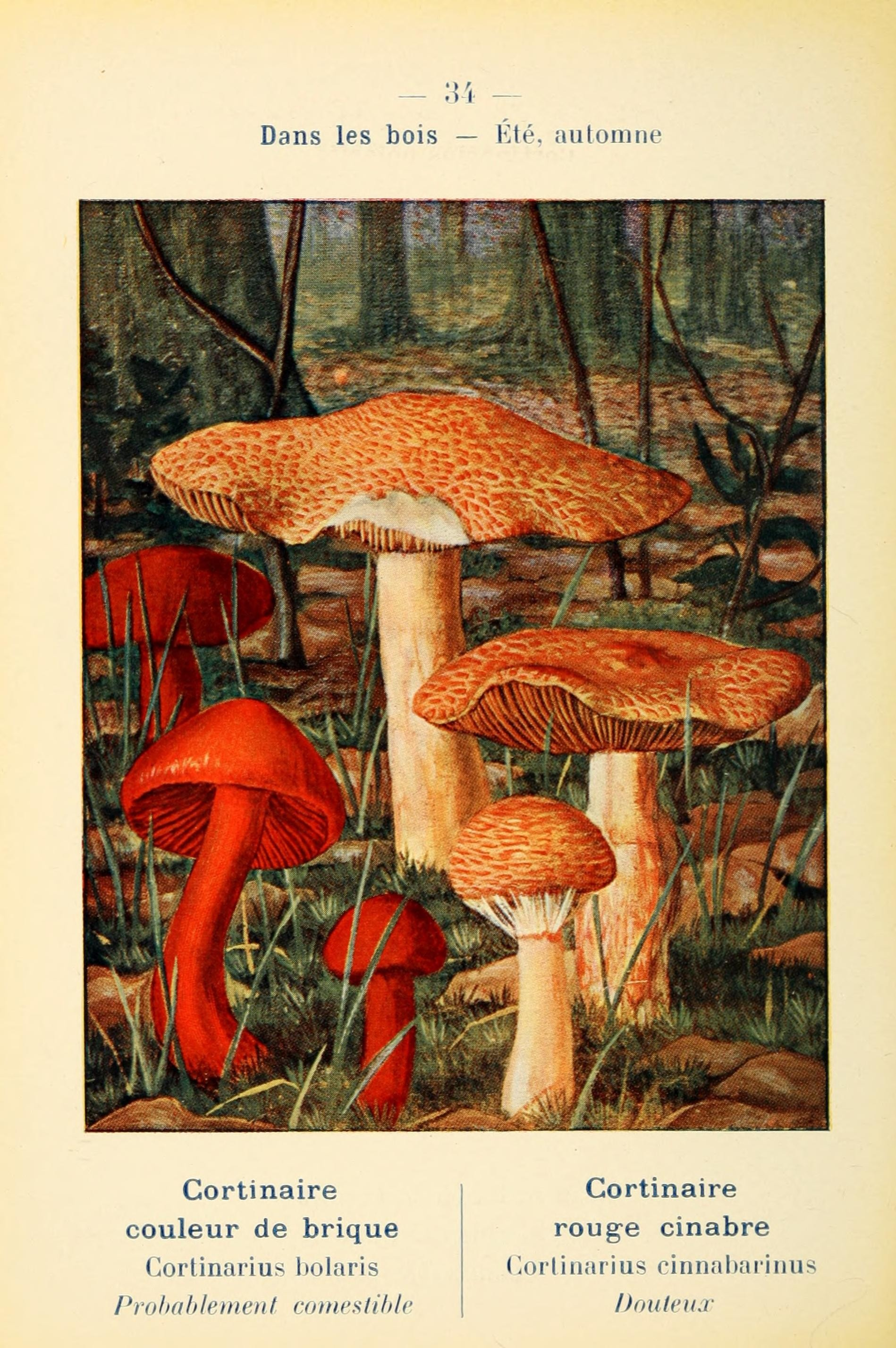
Rajza egy 1912-es francia könyvben
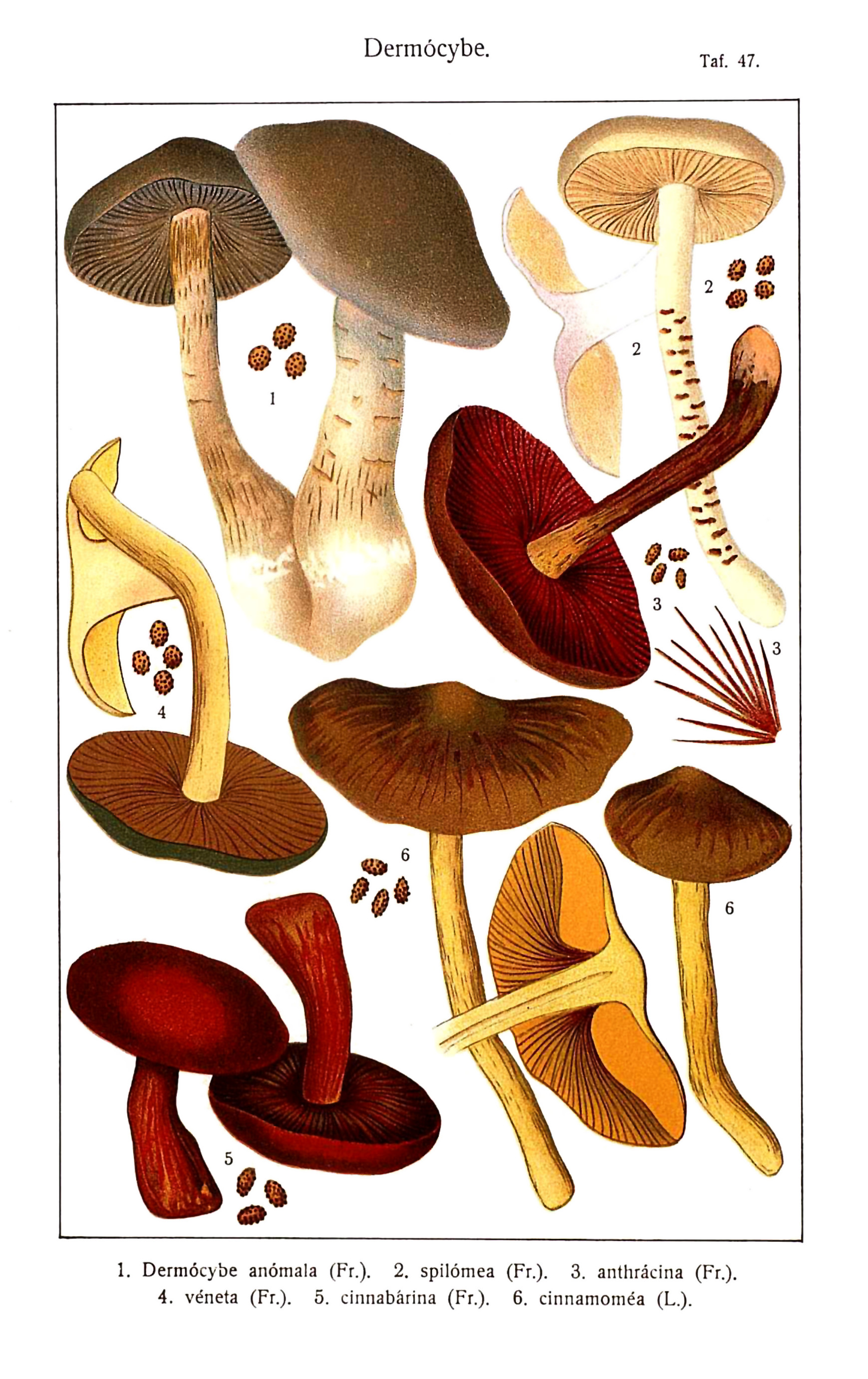
Rajza (5) egy 1915-ös német könyvben